# ترام دوبروفنيك
الترام في دوبروفنيك هو نظام النقل العام الذي كان يعمل في مدينة دوبروفنيك الكرواتية من عام 1910 حتى عام 1970.

## تاريخ
بدأ تشغيل أول ترام في 22 ديسمبر 1910 بين بوابات المدينة في (بيلي) وميناء غروج القريب، وتم عمل امتداد بجانب الخط الأصلي يصل إلى محطة سكة حديد دوبروفنيك، وخط ثانٍ إلى لاباد.
آخر يوم في تشغيل الترام كان يوم الجمعة 20 مارس 1970. في صباح اليوم التالي، في اليوم الحادي والعشرين، تم تقديم جولات مجانية للجميع كوداع أخير لعربات الترام القديمة، والتي كان العديد منها أصليًا من عام 1910. واستغلت حشود كبيرة، معظمها من السكان المحليين، فرصتهم الأخيرة لركوب الترام الذي يقدم خدمة خاصة بين لاباد ومحطة السكة الحديد في غروج. وعند الظهر، تم تشكيل موكب متناثر من مركبات النظام التسع المتبقية التي تقدمت واحدة تلو الأخرى إلى المستودع الذي أغلق أبوابه دون احتفال في الساعة 12:30. وكانت تلك نهاية ترام دوبروفنيك.
خدمات النقل البري في المدينة تقتصر على استخدام الحافلات.

## روابط خارجية
- ترام دوبروفنيك